# Transcend the Rubicon
Transcend the Rubicon è il terzo album in studio del gruppo musicale death metal Benediction, pubblicato nel 1993 dalla Nuclear Blast.

## Tracce
1. Unfound Mortality - 4:21
2. Nightfear - 4:33
3. Paradox Alley - 6:04
4. I Bow to None - 4:09
5. Painted Skulls - 4:41
6. Violation Domain - 4:34
7. Face Without Soul - 4:25
8. Bleakhouse - 5:11
9. Blood from Stone - 2:46
10. Wrong Side of the Grave (bonus track, cover dei The Accüsed) - 3:52
11. Artefacted / Spit Forth (bonus track) - 6:45

## Formazione
- Dave Ingram - voce
- Frank Healy - basso
- Peter Rew - chitarra
- Darren Brookes - chitarra
- Ian Treacy - batteria